# Александров Сергій Сергійович (льотчик)
Сергій Сергійович Александров (рос. Сергей Сергеевич Александров; 6 липня 1906 — 6 грудня 1971) — радянський авіаційний воєначальник, генерал-лейтенант авіації.

## Життєпис
Народився у Санкт-Петербурзі 6 липня (за іншими даними — 23 травня) 1906 року. Росіянин. У 1925 році закінчив 1 курс робітфаку.
У лавах РСЧА з 1926 року. У 1927 році закінчив Ленінградську військово-теоретичну авіаційну школу, у 1929 році — Борисоглібську військову авіаційну школу льотчиків.
Проходив військову службу в стройових частинах ВПС Білоруського військового округу. У 1932—1934 роках — начальник школи молодших авіаційних спеціалістів. У 1935 році закінчив Курси з техніки пілотування при Качинській ВАШЛ, у 1937 році — Липецьку вищу льотно-тактичну школу. Командовал ескадрильєю, полком. Член ВКП(б) з 1939 року.
У 1939—1940 роках, як командир 53-го швидкісного бомбардувального авіаційного полку, брав участь у радянсько-фінській війні.
Протягом 1940—1943 років командував 5-м запасним авіаційним полком (червень 1940 — грудень 1941), навчальним авіаційним полком при Військовій академії КШС ВПС ЧА. У 1942 році закінчив КУКС при Військово-повітряній академії (Моніно).
На фронтах німецько-радянської війни полковник С. С. Александров з 1 липня 1943 року: заступник командира 308-ї штурмової авіаційної дивізії 3-го штурмового авіаційного корпусу 15-ї повітряної армії (червень — грудень 1943); командир 335-ї штурмової авіаційної дивізії (грудень 1943 — травень 1945). Воював на Брянському, 2-му та 1-му Прибалтійських фронтах. Особисто здійснив 13 бойових вильотів на штурмовикові Іл-2.
Постановою РНК СРСР № 1492 від 26 жовтня 1944 року присвоєне військове звання «генерал-майор авіації».
Після закінчення війни командував бомбардувальною авіаційною дивізією, штурмовим авіаційним корпусом. У 1947—1951 роках — генерал-інспектор штурмової авіації Головної інспекції ВПС СРСР. З грудня 1951 по лютий 1955 року — командувач 34-ї повітряної армії.
Постановою РМ СРСР № 1090 від 31 травня 1954 року присвоєне військове звання «генерал-лейтенант авіації».
Протягом 1955—1956 років — генерал-інспектор з авіації 10-го Управління Генштабу ЗС СРСР.
У грудні 1956 року вийшов у запас. Мешкав у Москві, де й помер. Похований на Введенському кладовищі.

## Нагороди
- орден Леніна;
- два ордени Червоного Прапора (1940, …);
- орден Суворова 2-го ступеня (19.04.1945);
- орден Кутузова 2-го ступеня (22.07.1944);
- орден Вітчизняної війни 1-го ступеня (18.02.1944);
- орден Червоної Зірки;
- медалі.

## Твори
- Александров С. С. Крылатые танки. — М.: Воениздат, 1971 [Архівовано 4 листопада 2018 у Wayback Machine.]. (рос.)